# Snubber
Das aus dem Englischen stammende Wort Snubber bezeichnet eine Einrichtung zur Dämpfung unerwünschter Schwingungen und Überspannungsspitzen in der Elektrotechnik und Elektronik.

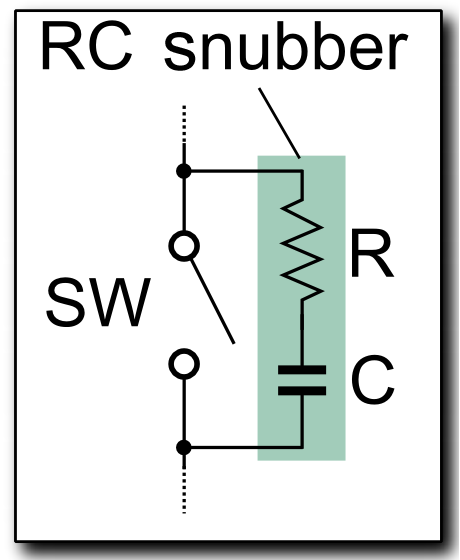
Snubberglied schematisch

Es handelt sich um eine Reihenschaltung aus Kondensator und Widerstand (RC-Glied) oder lediglich um einen Snubberkondensator.
Die Schaltung wird im deutschsprachigen Raum auch als Boucherot-Glied, RC-Löschkombination, RC-Funkenlöschkombination oder RC-Löschglied bezeichnet. Dagegen werden im englischen Sprachraum auch Schutzdioden und andere elektronische Maßnahmen zur Entstörung als snubber bezeichnet.
Snubber-Glieder sollen störende hochfrequente Schwingungen oder Spannungsspitzen dämpfen, die zum Beispiel beim Abschalten induktiver Lasten auftreten. Sie verhindern, dass der Strom durch die Induktivität allzu schnell Null wird, was direkten Einfluss auf die Höhe der Selbstinduktions-Spannung hat. Solche Dämpfungsglieder werden zur Erreichung einer besseren elektromagnetischen Verträglichkeit, zur Funkenlöschung an Schaltkontakten und zur Begrenzung der Spannungsanstiegsgeschwindigkeit an Halbleiterschaltern (Thyristoren, IGBT, Bipolartransistoren) eingesetzt.

## Bestandteile

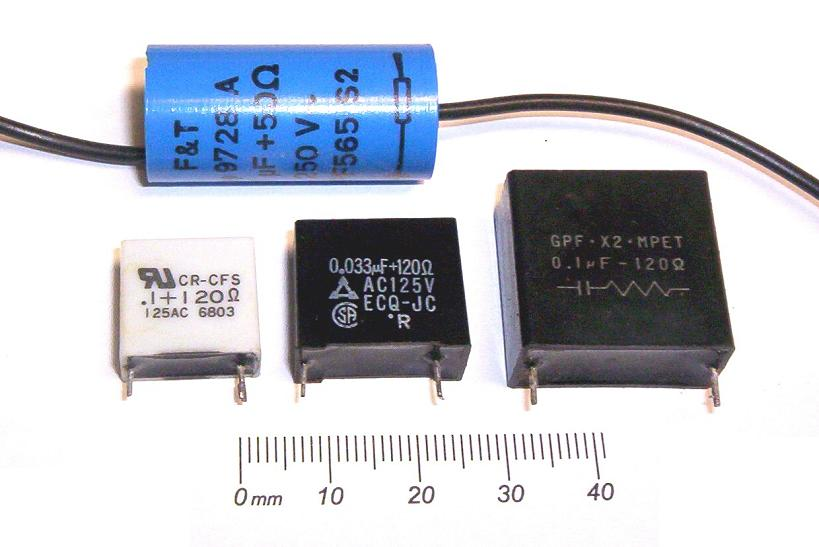
Snubberglieder (Kondensator und Widerstand in einem gemeinsamen Gehäuse)

Ein RC-Glied zur Entstörung, Funkenlöschung oder dem Schutz gegen Überspannung ist eine Reihenschaltung eines Kondensators  mit einem Widerstand. Diese Bauteile müssen passend zur Spannung und zum Strom dimensioniert werden.
Unter anderem an IGBT werden auch Kondensatoren ohne Widerstand eingesetzt. Sie werden dann als Snubber-Kondensator bezeichnet.

### Verwendung
Snubberglieder werden beispielsweise an Kontakten von Leistungsrelais, Schützen und anderen elektrischen Kontakten eingesetzt, wenn diese induktive Lasten zu schalten haben. Das Snubberglied wird parallel zum Schalter eingebaut. Beim Prellen und Öffnen der Kontakte in einem Stromkreis, der Induktivitäten enthält, entstehen ohne Kondensator steile Spannungsspitzen, weil die Änderungsgeschwindigkeit des Stroms groß ist. Diese Spannungsspitzen werden durch einen Snubber abgefangen und gedämpft, weil die Stromänderungsgeschwindigkeit verkleinert wird: Der Strom fließt beim Abschalten zunächst in der ursprünglichen Höhe statt über die Kontakte in den Kondensator und sinkt dann mit zunehmender Ladung des Kondensators entsprechend der abnehmenden magnetischen Energie ab. Gleichzeitig wird durch den Stromfluss im Widerstand elektrische Energie in Wärme umgewandelt, die sonst zu einer Resonanzschwingung führen würde. Dadurch gelingt es, Funkenentladungen zu vermeiden und die Kontaktlebensdauer wesentlich zu erhöhen. Weiterhin wird die Emission von Funkstörungen stark verringert.
Beim Einschalten sorgt der Widerstand dafür, dass der Einschaltstrom beim Laden/Entladen des Kondensators begrenzt wird.
Eine weitere Aufgabe von Snubbergliedern ist die Begrenzung der Spannungsanstiegs-Geschwindigkeit an Halbleitern auf einen für diese unkritischen Wert. Thyristoren/Triacs zeigen ansonsten ein unerwünschtes Überkopfzünden. IGBTs und Bipolartransistoren können sogar zerstört werden. Bei MOSFETs führt die Miller-Kapazität bei zu schnellem Spannungsanstieg zu unsauberem Ausschaltverhalten und erhöhten Schaltverlusten.
IGBTs oder mechanische Kontakte (z. B. Kfz-Zündspule mit mechanischem Unterbrecher) haben als Snubber oft nur einen Kondensator ohne Widerstand. Dieser Snubberkondensator muss sehr induktionsarm und impulsfest ausgeführt sein. Als Snubberkondensatoren kommen überwiegend Kunststoff-Folienkondensatoren zum Einsatz.
Am Lautsprecherausgang einer Audioverstärkerschaltung sorgt ein oft externes Snubberglied (hier meist Boucherot-Glied genannt) dafür, dass der Verstärker an der induktiv-komplexen Last einer Lautsprecherbox stabil arbeitet und keine sogenannten „wilden“ Schwingungen ausführt. Die Wirkung beruht zum einen darauf, dass der induktive Impedanzanstieg der angeschlossenen Lautsprecher bei hohen NF-Frequenzen durch den gegenläufigen Impedanzabfall des Snubbergliedes teilweise kapazitiv kompensiert wird und der Verstärker somit über seinen Arbeitsfrequenzbereich etwa den gleichen reellen Lastwiderstand vorfindet, was dann insgesamt die Stabilität (= Schwingfreiheit) des NF-Verstärkers zusammen mit seinen Gegenkopplungsgliedern erhöht. Oberhalb von etwa 20 kHz wirkt das Boucherot-Glied bei klein gewähltem Boucherot-Widerstand zunehmend als Kurzschluss für das Ausgangssignal und wirkt damit ähnlich wie eine Frequenzkompensation (= Grenzfrequenzbegrenzung) beim Operationsverstärker, wobei der Amplitudenabfall am Ausgang stärker als der Signallaufzeiteinfluss des Verstärkers ist, der sich durch den frequenzabhängigen Phasenwinkel zwischen Ein- und Ausgangssignal ausdrückt. D.h. keine Signalfrequenz innerhalb des Arbeitsfrequenzbereiches und etwas darüber findet über die verstärkungsfestlegenden externen und internen Gegenkopplungen des Verstärkers eine Mitkopplungsbedingung vor, die sonst sofort Selbsterregung („wilde“ Schwingung) erzeugen könnte.

### Funktionsweise
Beim Öffnen eines Schalters (Kontakt oder Halbleiterbauteil), an den ein induktiver Verbraucher angeschlossen ist, entsteht ohne geeignete Beschaltung ein steiler Spannungsanstieg bis zum Durchbruch (Schaltlichtbogen oder Avalanchedurchbruch), weil die Induktivität eine hohe Spannung erzeugt, da sie bestrebt ist, den Stromfluss aufrechtzuerhalten.
Der Kondensator des Snubbergliedes übernimmt beim Öffnen des Kontaktes temporär den Stromfluss, so dass der Schalter ohne Funken bzw. mit begrenzter Spannungsanstiegsgeschwindigkeit öffnet.
Der Widerstand hat zwei Aufgaben:
- Dämpfung der HF-Schwingungen
- Begrenzung des Ladestromes des Kondensators beim Schließen des Schalters

Nachteil:
Im geöffneten Zustand fließt bei Wechselstrom, bedingt durch den Wechselstromwiderstand (Impedanz) des Kondensators, immer ein Strom durch den Snubber und den Verbraucher. Das kann in einigen Fällen vermieden werden, indem das Snubberglied direkt über den (induktiven) Verbraucher geschaltet wird. Da in diesem Fall die Impedanz des speisenden Netzes in Reihe liegt (das Niederspannungsnetz ist meist induktiv!), verringert sich die Entstörwirkung. Das kann durch einen weiteren, über die Speisequelle geschalteten Kondensator (sog. „X-Kondensator“, oft Bestandteil des Netzfilters) vermieden werden.

### Bauformen
Snubberglieder aus Widerstand und Kondensator sind entweder diskret aufgebaut oder gemeinsam in einem Gehäuse untergebracht. Die Größe des Widerstandes und seine Belastbarkeit muss auf den Kondensator und den Schalter abgestimmt sein. Gängige Werte sind 1–4 Ω (am Ausgang von Audioverstärkern) bis 10–100 Ω (Schaltkontakte an Netzspannung).
Die Größe des Kondensators muss auf die zu schaltende Induktivität abgestimmt sein, beide bilden beim Abschalten zusammen einen Schwingkreis, dessen Scheitelspannung beim Abschalten wesentlich höher als die Speisespannung sein kann. Der Kondensator muss sehr zuverlässig sein, da sein Kurzschluss zum Abbrand des Widerstandes bzw. zum Kurzschluss der Schaltstrecke führt. Es werden selbstheilende MP-Kondensatoren mit Werten bis etwa 1 µF eingesetzt.
In Schaltnetzteilen werden teilweise auch Snubberglieder eingesetzt, die zusätzlich eine Diode enthalten. Hiermit werden Spannungsspitzen während des Abschaltens des Schalttransistors abgefangen, ohne den Einschaltstrom zu erhöhen.